# Arxiu Nacional d'Andorra
L'Arxiu Nacional d'Andorra (ANA), va ser creat l'any 1975 pel Consell General d'Andorra i des del 2005 forma part del patrimoni del Govern d'Andorra.
Té per funcions recollir, conservar i difondre la documentació de l'Administració de l'Estat i dels organismes i entitats que en depenen, i la documentació rellevant relacionada amb Andorra i la seva història. L'ANA dona suport tècnic a la resta d'arxius públics o d'interès públic del Principat d'Andorra i vetlla per la conservació del patrimoni documental del país. 
L'ANA integra el Sistema d'arxius del Govern d'Andorra juntament amb l'Àrea d'Arxiu i Gestió de Documents i els arxius centrals i els de gestió.
La seva missió consisteix a conservar i organitzar el patrimoni documental d'Andorra, amb l'objectiu fonamental de satisfer les necessitats d'informació i documentació per a una gestió administrativa correcta, justificar els drets de les persones físiques o jurídiques, públiques o privades, i facilitar la informació i documentació necessàries per a la recerca i la investigació històriques.

## Funcions de l'Arxiu Nacional
- Rebre la documentació en fase semiactiva d'ús infreqüent i de conservació permanent produïda o rebuda per l'Administració de l'Estat i dels organismes i entitats que en depenen, preservar-la i tenir-la a disposició de les institucions públiques i dels administrats.
- Ingressar, conservar i difondre els fons i els documents privats que pel seu valor testimonial facin referència a Andorra i siguin d'una rellevància especial.
- Elaborar els instruments de descripció necessaris per a una correcta comunicació de la documentació.
- Promoure les activitats de difusió del patrimoni documental que custodia.
- I totes les altres funcions que impliquin l'organització i el tractament de la documentació constitutiva del patrimoni documental d'Andorra.

## Estructura
- Secció dels fons històrics
- Secció dels fons administratius
- Secció dels fons d'imatges, gràfics i audiovisuals
- Secció d'atenció pedagògica i de l'usuari
- Secció de conservació i restauració

## Fons de l'Arxiu Nacional d'Andorra
Un dels fons més importants és l'Arxiu de l'Armari de les Set Claus.

## Normativa
1. Decret del 6-4-2005 pel qual s'aprova el Reglament de l'organització i el funcionament del Sistema d'Arxius i de l'Àrea d'Arxius del Govern d'Andorra
2. Decret del 6-4-2005 pel qual s'aprova el Reglament de l'Arxiu Nacional d'Andorra
3. Decret del 20-04-2016 de modificació del Reglament de l'organització i el funcionament del Sistema d'Arxius i de l'Àrea d'Arxius del Govern d'Andorra, del 6 d’abril del 2005
4. Decret del 20-04-2016 de modificació parcial del Reglament de l'Arxiu Nacional d'Andorra, del 6 d’abril del 2005.
5. Llei 9/2003, del 12 de juny, del patrimoni cultural d'Andorra.